# 160493 Nantou
160493 Nantou è un asteroide della fascia principale. Scoperto nel 2007, presenta un'orbita caratterizzata da un semiasse maggiore pari a 2,7757571 UA e da un'eccentricità di 0,0643105, inclinata di 5,81200° rispetto all'eclittica.